# 普里莫日·科兹穆斯
普里莫日·科兹穆斯（1979年9月30日—），斯洛文尼亚男子田径运动员，主攻链球。他曾代表斯洛文尼亚参加2000年、2004年、2008年和2012年夏季奥林匹克运动会田径比赛，获得一枚金牌和一枚银牌。